# Іванівка (Петрівська селищна громада)
Іва́нівка — село в Україні, у Петрівській селищній громаді Олександрійського району Кіровоградської області. Населення становить 270 осіб (станом на лютий 2014 року). Колишній центр Іванівської сільської ради.

## Історія
Село Іванівка було засноване у 1764 році.
В лютому 1918 року в селі Іванівка було встановлено радянську окупаційну владу. 
У 1930-ті рр. - у складі П'ятихатського району, Дніпропетровської області. 
Під час колективізації у селі створено колгосп «ІІІ Інтернаціонал» (1929). 
Під час Німецько-радянської війни 1941-1945 рр., 36 жителів села Іванівка пішло на цю війну, 14 загинули, 35 були відзначені нагородами Радянського Союзу.
Іванівській сільраді були підпорядковані такі села як Жуганка і Райполе.

## Населення
Згідно з переписом УРСР 1989 року чисельність наявного населення села становила 269 осіб, з яких 109 чоловіків та 160 жінок.
За переписом населення України 2001 року в селі мешкало 290 осіб.

### Мова
Розподіл населення за рідною мовою за даними перепису 2001 року:
| Мова       | Відсоток |
| ---------- | -------- |
| українська | 94,85 %  |
| молдовська | 3,44 %   |
| російська  | 1,72 %   |

## Видатні уродженці
- Буренко Раїса Пилипівна — Герой Соціалістичної Праці.